# Ђорђе Стојковић (глумац)
Ђорђе Стојковић (Београд, 25. јул 1991) српски је позоришни, телевизијски, филмски и гласовни глумац.

## Биографија
Ђорђе Стојковић рођен је 25. јула 1991. године у Београду. Глуму је уписао 2011, а дипломирао 2015. године на Факултету драмских уметности у Београду, у класи професора Драгана Петровића Пелета. С њим су студирали Тамара Алексић, Владимир Вучковић, Анђела Јовановић, Марко Грабеж, Михаило Јовановић, Нина Нешковић, Јована Пантић, Јована Стојиљковић, Страхиња Блажић, Марта Бјелица и Вучић Перовић.
Завршио је нижу Музичку школу „Мокрањац”. Свира контрабас и гитару.
Оженио се средином 2021, а са супругом крајем следеће године добио сина Нестора.

## Каријера

### Филм и телевизија
На почецима професионалне каријере, Стојковић је остварио улоге у филмовима Небо изнад нас (2015) односно ЗГ80 (2016). Уз то је имао епизодне улоге у серијама Црно-бели свет, Чизмаши и Андрија и Анђелка. Снимио је три кратка филма — Добар сусед, Некако з прољећа и Живот по Москрију. Епозоде је остварио и у серијама Сумњива лица те Мамини синови, а нешто запаженије улоге у Комшијама и Синђелићима. Значајнију популарност стекао је улогом Грује Голијанина у филму Војна академија 3: Нови почетак, а касније и наставку сродне телевизијске серије. Његов лик је тенкиста, због чега је морао да научи да управља тим возилом. У истом остварењу делио је кадар с Драганом Бјелогрлићем, а сарадњу су касније наставили на пројекту Жигосани у рекету у ком је Стојковићу припала улога новинара Жаркића. Појавио се и у документарно-играној серији Тајне службе Србије, а нешто касније играо је и у серији Дрим тим. Кроз телевизијски пројекат Љубавни залогаји тумачио је лик насловног јунака, Шукија.  У филму Тома и каснијој телевизијској серији, о животу певача Томе Здравковића, Стојковићу је поверена улога Кемала Монтена. У том периоду остварио је улоге и у серијама Камионџије д.о.о, Авионџије, Чудне љубави, Клан, Радио Милева и Попадија.

### Позориште
Стојковић је као средњошколац играо у омладинском позоришту ДАДОВ. Играо је у представи Атељеа 212 Коса из 2010. године. Прву професионалну позоришну улогу Стојковић је добио након прве године студија, у представи Муза коју је режирала Исидора Гонцић. У разоговору за лист Helloǃ, Стојковић је рекао да каријеру рачуна од улоге у представи Пазарни дан, чијем се ансамблу придружио накнадно. У Атељеу 212 играо је и у представама Пошто паштета, Ћелава певачица, односно Ожалошћена породица.
У Позоришту лутака „Пинокио” од 2015. године је заиграо у представи Баш челик, а следеће године и у премијерној подели комада И живели су срећно. Као студент је био учесник комада Господин Фока. Играо је у мјузиклу Sweet Charity, Позоришта на Теразијама. Премијера представе Хоћете ли да се играмо, трупе „Колектив”, изведена је на сцени нишког Народног позоришта у марту 2016. У Позоришту „Бошко Буха” остварио је премијере Магареће године, Звездарски витез, Аладинова чаробна лампа и Аладинова чаробна лампа, а као алтернација играо је и у представи Оливер Твист. Улоге је такође остварио у представама Електрична столица за кућну употребу и Боје штека, независних продукција. У мјузиклу Спамалот је 2018. заиграо уместо Гордана Кичића. У фебруару 2020. године премијерно је изведена оперета Весела удовица у Мадленијануму, док је током наредне године Стојковић играо у комаду Народ то воли. У фебруару 2023. Стојковић је заједно с инсамблом премијерно извео представу за децу Пер Гинт у краљевству тролова у Малом позоришту „Душко Радовић”. Током априла исте године изведена је премијера представе НЛО у Атељеу 212.

## Улоге

### Позоришне представе
| Наслов                               | Улога                                     | Редитељ              | Позориште                   | Премијера          |
| ------------------------------------ | ----------------------------------------- | -------------------- | --------------------------- | ------------------ |
| Баш челик                            |                                           | Милан Караџић        | Позориште лутака „Пинокио”  | 23. март 2006.     |
| Коса                                 |                                           | Кокан Младеновић     | Атеље 212                   | 3. фебруар 2010.   |
| Пазарни дан                          | Маринко, шегра                            | Егон Савин           | Атеље 212                   | 18. мај 2010.      |
| Пошто паштета                        | Стојанов отац / Војник                    | Снежана Тришић       | Атеље 212                   | 15. јануар 2012.   |
| Муза                                 |                                           | Исидора Гонцић       | Театар Вук                  | август 2012.       |
| Ћелава певачица                      | Ватрогасни Капетан                        | Исидора Гонцић       | Атеље 212                   | 23. март 2014.     |
| Ожалошћена породица                  | Др Петровић                               | Марко Манојловић     | Атеље 212                   | 15. новембар 2014. |
| Магареће године                      | Крсто Бува                                | Марко Манојловић     | Позориште „Бошко Буха”      | 23. новембар 2014. |
| Господин Фока                        | Чистач ципела, Газдарица, Конобар, Мангуп | Страхиња Антонић     |                             | 8. мај 2015.       |
| Спамалот                             | Сер Робин                                 | Радослав Миленковић  |                             | 22. новембар 2015. |
| Sweet Charity                        | Полицајац млађи, Ђорђо                    | Михаило Вукобратовић | Позориште на Теразијама     | 29. јануар 2016.   |
| Хоћете ли да се играмо               |                                           | Трупа Колектив       |                             | 17. март 2016.     |
| Звездарски витез                     | Гвозден                                   | Ђурђа Тешић          | Позориште „Бошко Буха”      | 19. март 2016.     |
| И живели су срећно...?               | Принц од Трнове Ружице                    | Ферид Карајица       | Позориште лутака „Пинокио”  | 25. новембар 2016. |
| Аладинова чаробна лампа              | Јусуф                                     | Милан Караџић        | Позориште „Бошко Буха”      | 25. фебруар 2017.  |
| Електрична столица за кућну употребу |                                           | Михаило Лађевац      | Академија 28                | 8. децембар 2017.  |
| Боје штека                           | Цврле                                     | Славенко Салетовић   | Академија 28                | 20. фебруар 2018.  |
| Оливер Твист                         | Монкс                                     | Милан Караџић        | Позориште „Бошко Буха”      | 21. октобар 2018.  |
| Весела удовица                       | Његош                                     | Роберт Бошковић      | Опера и театар Мадленијанум | 13. фебруар 2020.  |
| Народ то воли                        | Вељко                                     | Бојан Стојчетовић    | Академија 28                | 17. април 2021.    |
| Пер Гинт у краљевству тролова        |                                           | Исидора Гонцић       | Позориште „Душко Радовић”   | 24. фебруар 2023.  |
| НЛО                                  | Ник Скот, Метју О’Фарел                   | Исидора Гонцић       | Атеље 212                   | 11. април 2023.    |

### Филмографија
|                   | 2010▼ | 2020▼ | Укупно |
| ----------------- | ----- | ----- | ------ |
| Дугометражни филм | 4     | 2     | 6      |
| ТВ филм           | 0     | 0     | 0      |
| ТВ серија         | 9     | 10    | 19     |
| Кратки филм       | 3     | 0     | 3      |
| Укупно            | 16    | 12    | 28     |

| Год.       | Назив                           | Улога                        |
| ---------- | ------------------------------- | ---------------------------- |
| 2010-е▲    |                                 |                              |
| 2015.      | Небо изнад нас                  | Петар                        |
| 2015.      | Црно-бели свет (серија)         | Дестар                       |
| 2015.      | Добар сусед (кратки филм)       |                              |
| 2015.      | Чизмаши (серија)                | Војник Стајић                |
| 2015—2016. | Андрија и Анђелка (серија)      | Стефано                      |
| 2016.      | Некако з прољећа (кратки филм)  | Мића из седмице              |
| 2016—2017. | Комшије (серија)                | Шеф оркестра / Никола Џомбић |
| 2016.      | ЗГ80                            | Делија 1                     |
| 2016.      | Војна академија 3: Нови почетак | Груја Голијанин              |
| 2016.      | Сумњива лица (серија)           | Момак 1                      |
| 2017—2020. | Војна академија (серија)        | Груја Голијанин              |
| 2017.      | Синђелићи (серија)              | Роки                         |
| 2017.      | Живот по Москрију (кратки филм) | шанер                        |
| 2017.      | Мамини синови (серија)          | Радник градске чистоће       |
| 2018—2021. | Жигосани у рекету (серија)      | Жарко, Жаркић                |
| 2019.      | Војна академија 5               | Груја Голијанин              |
| 2020-е▲    |                                 |                              |
| 2021.      | Тајне службе Србије (серија)    | Официр Озне                  |
| 2021—2022. | Клан (серија)                   | Пабло                        |
| 2021.      | Камионџије д.о.о (серија)       | Толе                         |
| 2021—2024. | Дрим тим (серија)               | Драган Кутлеша               |
| 2021.      | Љубавни залогаји (серија)       | Шуки                         |
| 2021.      | Авионџије (серија)              | Пера Пргави                  |
| 2021—2024. | Радио Милева (серија)           | Гаврило Пиштољевић           |
| 2021.      | Тома                            | Кемал Монтено                |
| 2022.      | Чудне љубави (серија)           | Портир                       |
| 2022—2024. | Попадија (серија)               | Влајко, епархијски секретар  |
| 2023.      | Што се боре мисли моје          | глумац                       |
| 2023—2024. | Тома (серија)                   | Кемал Монтено                |